# جيمس ميس (عالم)
جيمس ميس (بالإنجليزية:  James Mease)‏ (1771–1846) عالم أمريكي بارز، وبستاني، وطبيب من فيلادلفيا قام بنشر أول وصفة كاتشب معروفة بالطماطم في عام 1812.

## حياته وتعليمه
ولد ميس في 11 أغسطس 1771، وهو ابن لجون وأستر (ميلر) ميس، وبعد حصوله على درجة البكالوريوس من جامعة بنسلفانيا عام 1787، واصل دراسته في كلية الطب هناك، حيث حصل على شهادة الدكتوراه في الطب عام 1792، في وقت مبكر من حياته المهنية الطبية، نشر ميس العديد من المقالات، وعمل كجراح لمدة تسعة أشهر خلال حرب عام 1812.

## المنشورات والكتابات المجمعة

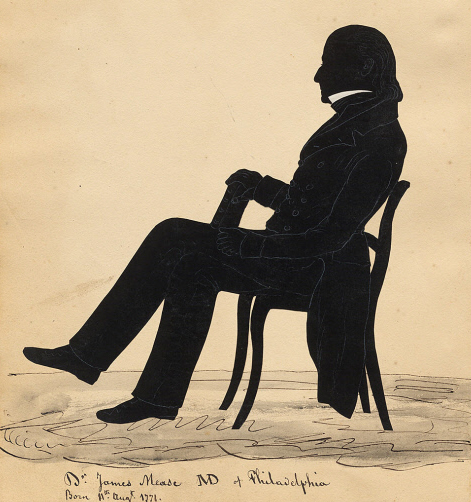
1843 صورة خياليه للدكتور جيمس ميس

كانت مساهمات الدكتور ميس المنشورة في المعرفة الطبية أقل أهمية من مساهماته في العديد من المجالات الأخرى، بالإضافة إلى العديد من الأعمال الطبية، قام ميس بتحرير الموسوعة المحلية (1803–04) والمجلدين من أرشيفات المعرفة المفيدة (1811–1812)، لكن شهرته جائت بسبب هذه الندوة التي تضم 372 صفحة، "The Picture of Philadelphia"، وحسابه الجيولوجي للولايات المتحدة عام 1807، والذي كان من أوائل الرسائل الجيولوجية التي كتبها أمريكي.
نشر عالم النقود، ميس «وصف بعض الميداليات التي تم ضربها فيما يتعلق بالأحداث المهمة في أمريكا الشمالية» في مجموعات جمعية نيويورك التاريخية (المجلد 3، 1821). تمت قراءة العديد من أوراقه أمام الجمعية الفلسفية الأمريكية، والتي انُتخب فيها عام 1802 وكان ضابطًا لها، 1824-1836. كان مؤسس ونائب رئيس لـأثينيوم فيلادلفيا.
يتم إيداع أوراق ميس اليوم في قسم التاريخ والمجموعات الخاصة بمكتبة لويس دارلينغ الطبية الحيوية في جامعة كاليفورنيا في مدينة لوس أنجلوس. هناك أيضًا مجموعة من كتاباته في جامعة ديوك في مكتبة ديفيد م. روبنشتاين للكتب والمخطوطات النادرة

## ابتكار الكاتشب
الكاتشب موجود في جميع أنحاء العالم منذ قرون، بدءًا من الصين، كان ابتكار ميس هو إضافة قاعدة الطماطم، التي أصبحت الأساس في كل مكان من البهارات في الولايات المتحدة وأوروبا، وربما كانت صلصة الطماطم الخاصة به أكثر انسجامًا مع صلصة الطماطم التي طورها ألكسندر هنتر في إنجلترا واستخدمتها ماريا إليزا رونديل في كتاب طهي تم نشره في بريطانيا وأمريكا، وربما يكون قد اسلتهمها من الصلصة التي استعملها لاجئو الكريول الفرنسيون من حرب هايتي. كانت وصفته تتضمن التوابل والبراندي، ولا تحتوي على سكر أو خل. ووصف الطماطم بـ «تفاح الحب»، وهو المصطلح الذي استخدمه الفرنسيون.

## أسرة
في 3 يوليو 1800، تزوج د. ميس من سارة بتلر، ابنة سيناتور كارولينا الجنوبية، بيرس بتلر. وكان لديهم ابنان، كلاهما قاما بتغيير ألقابهما كبالغين إلى بتلر من أجل تأمين ميراثهما، وقد تزوج أحد الأبناء، بيرس بتلر، من الممثلة المسرحية الشهيرة، فرانسيس آن كيمبل. توفي جيمس مييس في فيلادلفيا عام 14 مايو 1846، ودفن في مقبرة الكنيسة المشيخية الثالثة. وكان قد التقى فاني كمبل عام 1832، وتزوجها عام 1834.